# 馬沙度
馬沙度（葡萄牙語：Álvaro de Melo Machado，1883年11月22日－1970年7月17日），葡萄牙政治家、軍人、童子軍和鐵路工人。

## 簡歷
馬沙度是葡萄牙海軍的一名軍官，獲得了指揮官的軍銜，並因其作為軍官的行為而獲得多項榮譽。
1910年任澳門臨時總督，不久後為正任。 1911年，在馬沙度的倡議下，於葡屬澳門上建立第一個童子軍小組。他對童子軍運動的存在及其潛力的了解來自香港附近，那裡也有童軍團體。他說，“作為澳門總督，我非常保護孩子們。我會馬上對他說：你必須幫助我和童子軍！我得到了他們的設備、帳篷和其他東西”。在大清海關關長女兒的配合下，創建了兩支童子軍巡邏隊，從而創建了第一個葡萄牙殖民地童子軍，該小組穿著正式制服，組織有序。
1912年回到里斯本，馬沙度在首都組建了一個童子軍小組，這將成為葡萄牙童子軍協會（AEP）的第二個小組，因為與此同時，一個童子軍小組也出現了，這將成為童子軍協會第一組。
1913年3月22日，他辭去了澳門總督的職務。 在里斯本成立了葡萄牙童子軍協會，這是最古老的活躍的葡萄牙青年協會，他是該協會的首位童子軍總司令。
1925年4月，他成為本格拉鐵路公司的委派管理員，該職位在此之前一直由他的父親若阿金·荷西·馬沙度將軍擔任。
1933年5月17日，他被一項法令任命為洛比托港的國防委員會。1936年，他當選為里斯本地理學會董事會秘書長。
1954年10月31日，應他的要求，他辭去了本格拉鐵路公司代表管理員的職務。 當時，他受到了董事會主席亞歷山大·平托·巴斯托的稱讚，他說：近三十年，馬沙度以無限的奉獻精神、清醒的智慧和不屈不撓的精力為公司服務，在任何情況下和所有滄桑中都表現出真正值得承擔其重大責任的人。